# Domínio da Nova Zelândia
```
   |-
       |
Erro:
:  
valor não especificado para "
nome_comum
"

   |-
       | 
Erro:
:  
valor não especificado para "
continente
"
```

O Domínio da Nova Zelândia foi o sucessor histórico da Colônia da Nova Zelândia. Era uma monarquia constitucional com um alto nível de autogoverno dentro do Império Britânico.
A Nova Zelândia tornou-se uma colônia separada da Coroa Britânica em 1841 e recebeu um governo responsável com a Lei da Constituição em 1852. A Nova Zelândia optou por não participar da Federação da Austrália e tornou-se o Domínio da Nova Zelândia em 26 de setembro de 1907, Dia do Domínio, por proclamação do rei Eduardo VII. O status de domínio era uma marca pública da independência política que se desenvolveu ao longo de meio século por meio de um governo responsável.
Pouco menos de um milhão de pessoas viviam na Nova Zelândia em 1907 e cidades como Auckland e Wellington estavam crescendo rapidamente. O domínio da Nova Zelândia permitiu que o governo britânico moldasse sua política externa e acompanhou a Grã-Bretanha na Primeira Guerra Mundial. As conferências imperiais de 1923 e 1926 decidiram que a Nova Zelândia deveria ter permissão para negociar seus próprios tratados políticos, e o primeiro tratado comercial foi ratificado em 1928 com o Japão. Quando a Segunda Guerra Mundial estourou em 1939, o governo da Nova Zelândia tomou sua própria decisão de entrar na guerra.
No período pós-guerra, o termo Domínio caiu em desuso. A independência total foi concedida com o Estatuto de Westminster em 1931 e adotado pelo Parlamento da Nova Zelândia em 1947. No entanto, a proclamação real de 1907 do status de Domínio nunca foi revogada e permanece em vigor até hoje.

## Expansão territorial

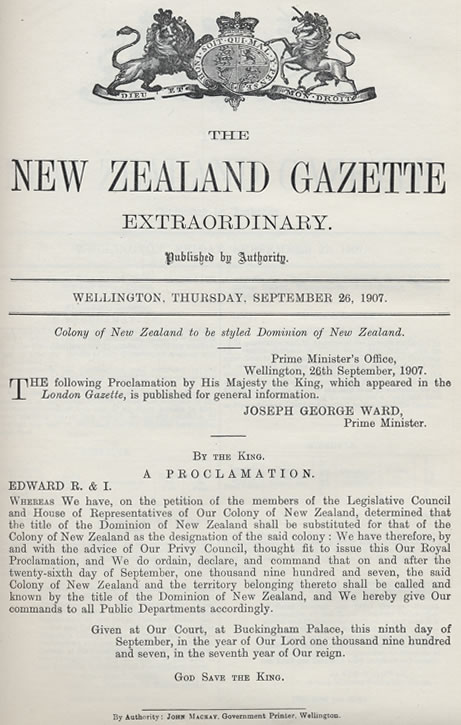
O jornal New Zealand Gazette publicou a proclamação real.

O território antártico da Dependência de Ross, anteriormente sob a soberania do Reino Unido, é hoje considerado pela Nova Zelândia como tendo se tornado parte do Domínio da Nova Zelândia em 16 de agosto de 1923. A legalidade dessa afirmação contemporânea foi questionada mas não deixa de ser a posição da Nova Zelândia.

As Ilhas Cook e Niue já faziam parte do Domínio da Nova Zelândia na data em que foi proclamada. Ambos se tornaram parte da Colônia da Nova Zelândia em 11 de junho de 1901. Samoa Ocidental nunca fez parte da Nova Zelândia, tendo sido objeto de um Mandato da Liga das Nações e subsequentemente um Acordo de Tutela das Nações Unidas. No entanto, em 1982, o Comitê Judicial do Conselho Privado permitiu que os samoanos nascidos sob a administração da Nova Zelândia (ou seja, antes de 1962) reivindicassem a cidadania neozelandesa.

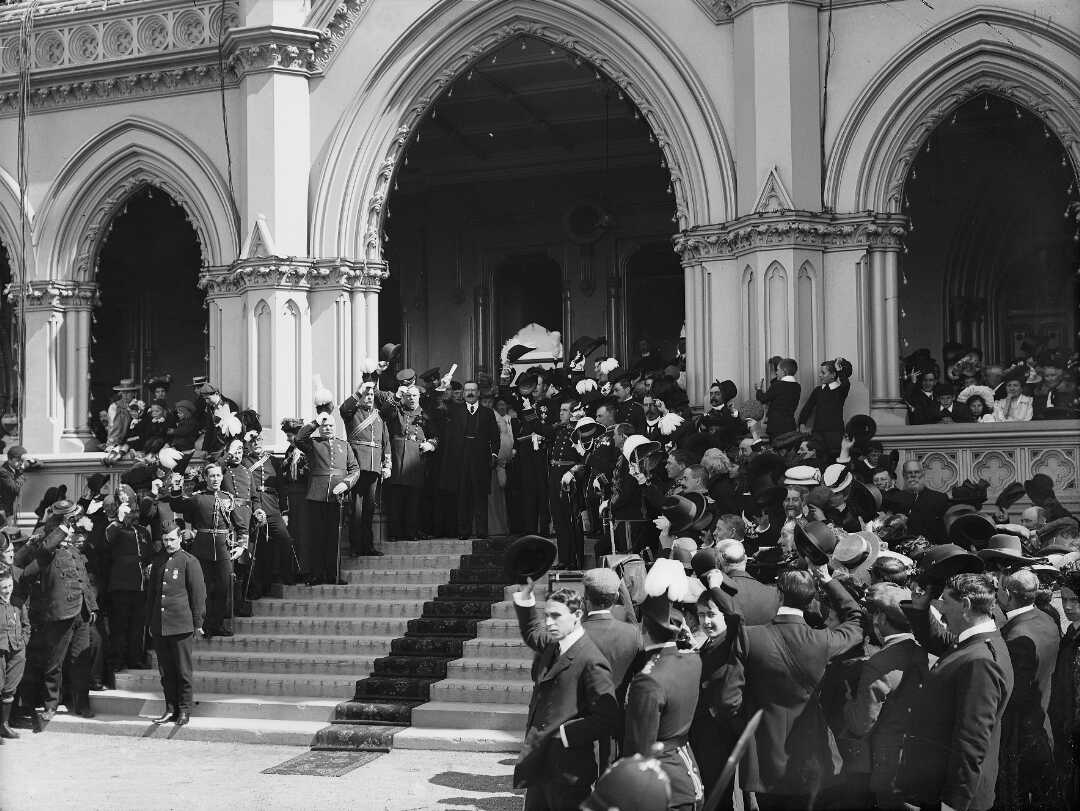
William Plunket declarando a Nova Zelândia um domínio, em 1907.

## Dominion Day
Para marcar a concessão do status de Domínio, 26 de setembro foi declarado Dia do Domínio. O primeiro Dia do Domínio foi celebrado em 25 de setembro de 1907, quando um político disse que seria lembrado como o Quatro de Julho da Nova Zelândia. 
Hoje, é celebrado apenas como feriado do Dia do Aniversário da Província em South Canterbury. Há apoio em alguns setores para que o dia seja revivido como um Dia da Nova Zelândia alternativo, em vez de renomear o Dia de Waitangi, o dia nacional atual da Nova Zelândia.